# Crepis pusilla
Crepis pusilla là một loài thực vật có hoa trong họ Cúc. Loài này được (Sommier) Merxm. mô tả khoa học đầu tiên năm 1968.